# Sõru
Sõru (německy Serro) je malý rybářský přístav v estonském kraji Hiiumaa, samosprávně patřící do obce Emmaste. Vesnice se rozkládá na jižním pobřeží ostrova Hiiumaa na pobřeží průlivu Soela väin. Žije zde 12 obyvatel.

## Historie
První písemné zmínky o vesnici pod názvem Zorvell pocházejí z roku 1453. V roce 1565 je vesnice označována jako Sorroe. 
Ve vesnici byla kaple. Kostel byl postaven už v době před 16. stoletím. V roce 1690 stavitel Erasmus Jacobsson Bloedysel postavil nový kostel, který byl používán až do 19. století, kdy byl v roce 1867 postaven nový kostel ve vesnici Emmaste. V roce 2011 žilo ve vesnici 10 obyvatel.

## Přístav
Krátce před vypuknutím první světové války byl v Sõru malý přístav. V době okupace Sovětským svazem a v období druhé světové války mělo pobřeží velký strategický význam, Rudá armáda v blízkém Tohvri vybudovala pobřežní obranu a lidé z vesnice museli opustit své domovy.
Od roku 1996 bylo obnoveno trajektové spojení s přístavem Triigi na ostrově Saaremaa. V přístavu Sõru může kotvit až 35 lodí (o délce 40 m, ponor do 3 m).

## Muzeum
V Sõru se nachází muzeum se stálou expozicí historie regionu a námořní plavby v Baltském moři. Pod širým nebem je nejvýznamnější část expozice–plachetnice Alar, ve které se také konají v letním období koncerty. Plachetnice byla postavena v letech 1937–1939. Německým Wehrmachtem byla odvlečena do Hamburku. Poslední dánský vlastník Arnold Türi ji vrátil v roce 1998. Dnes (2019) se loď jmenuje Ernst Jaakson.

## Galerie

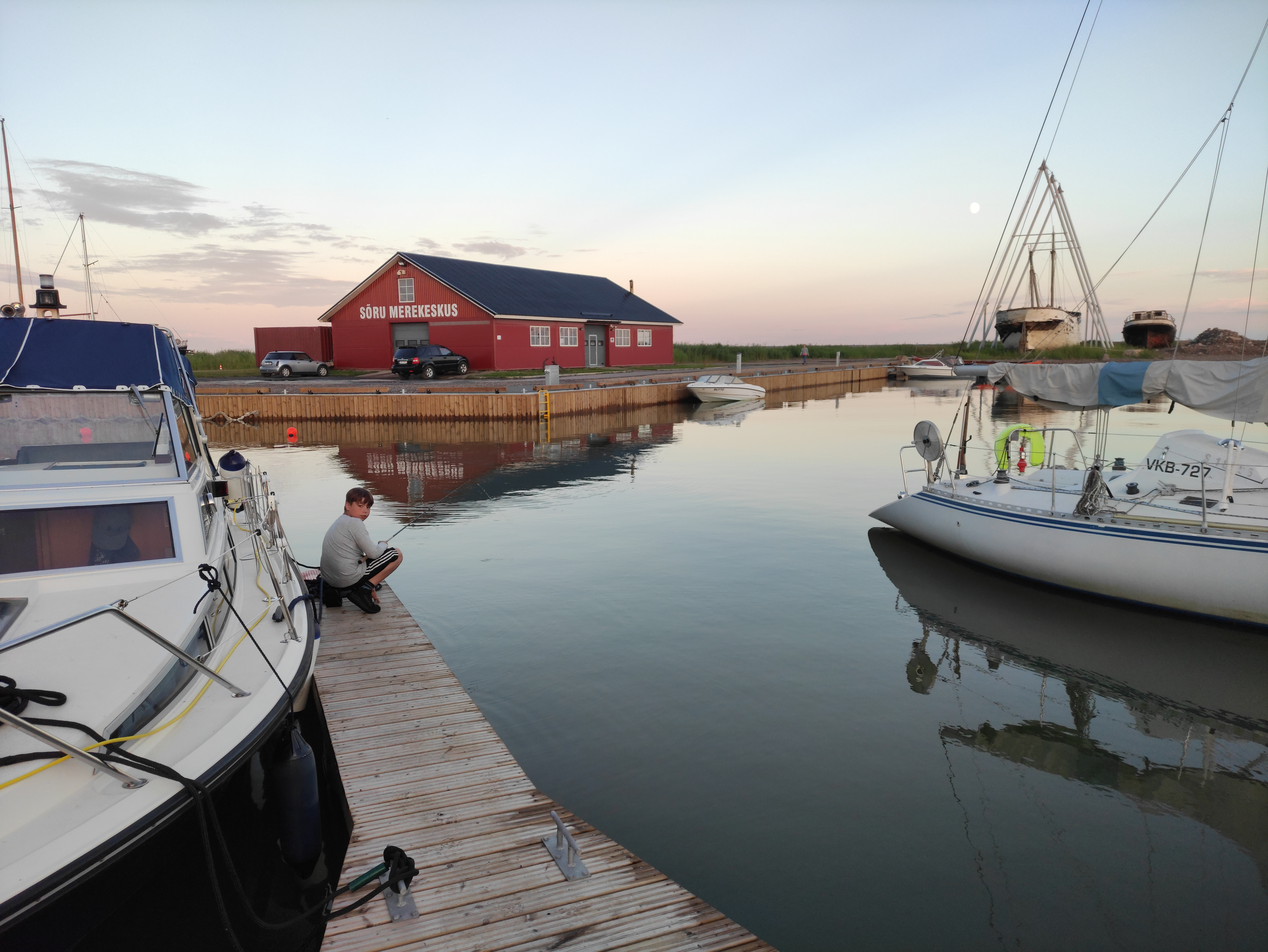
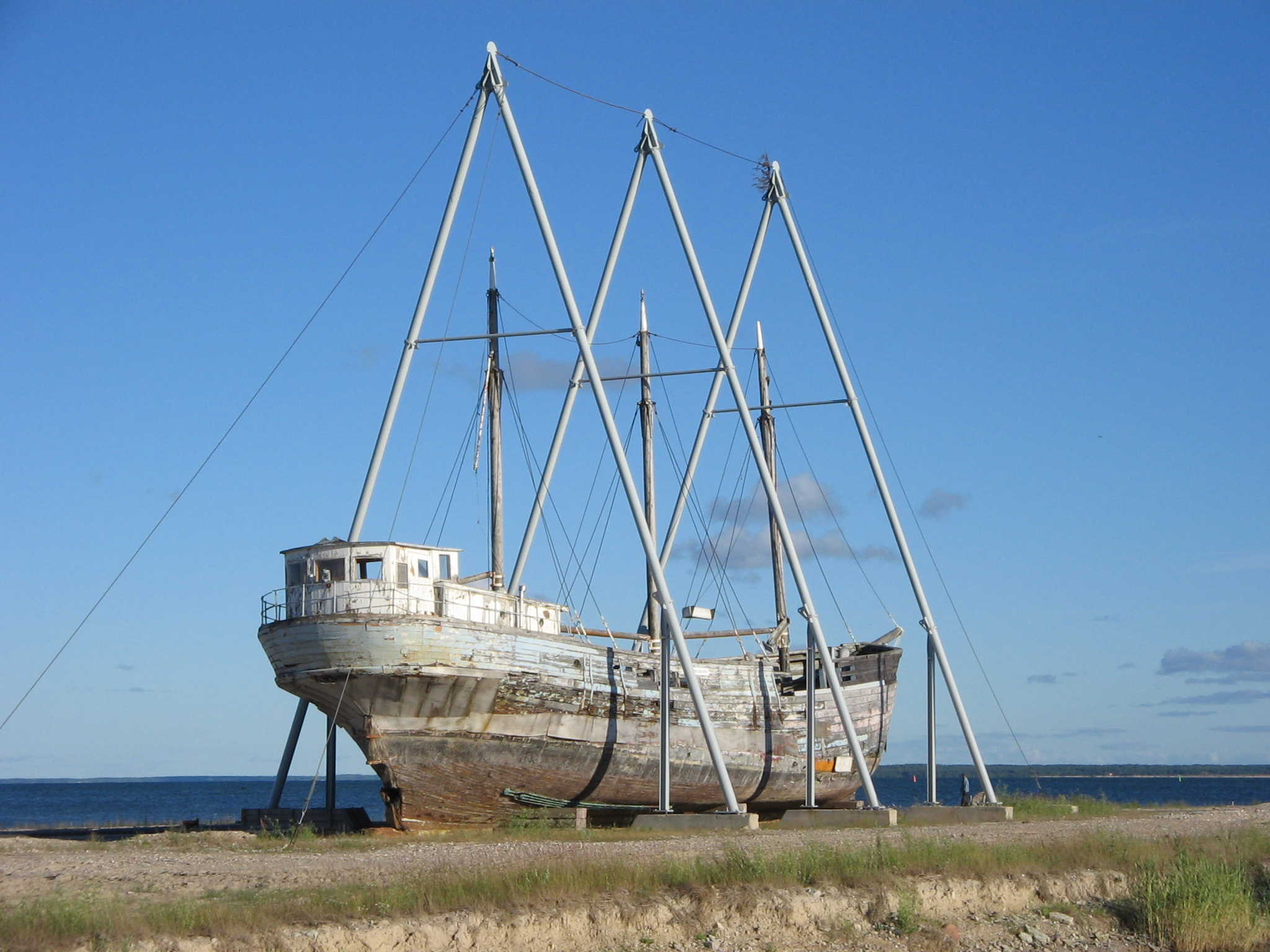
Plachetnice Ernst Jaakson
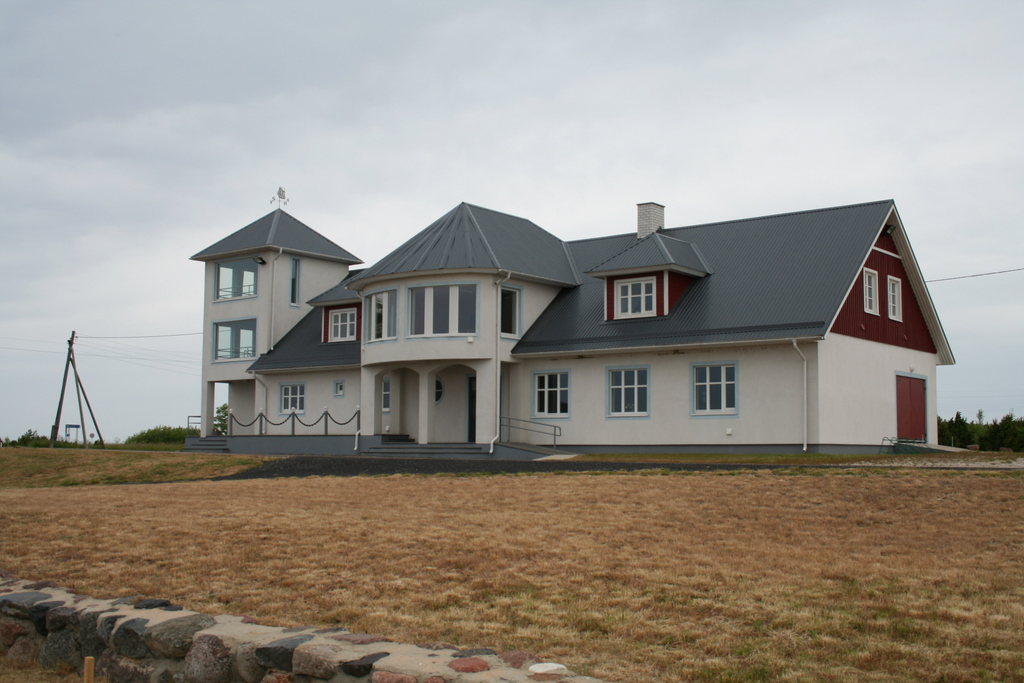
Muzeum v Sõru
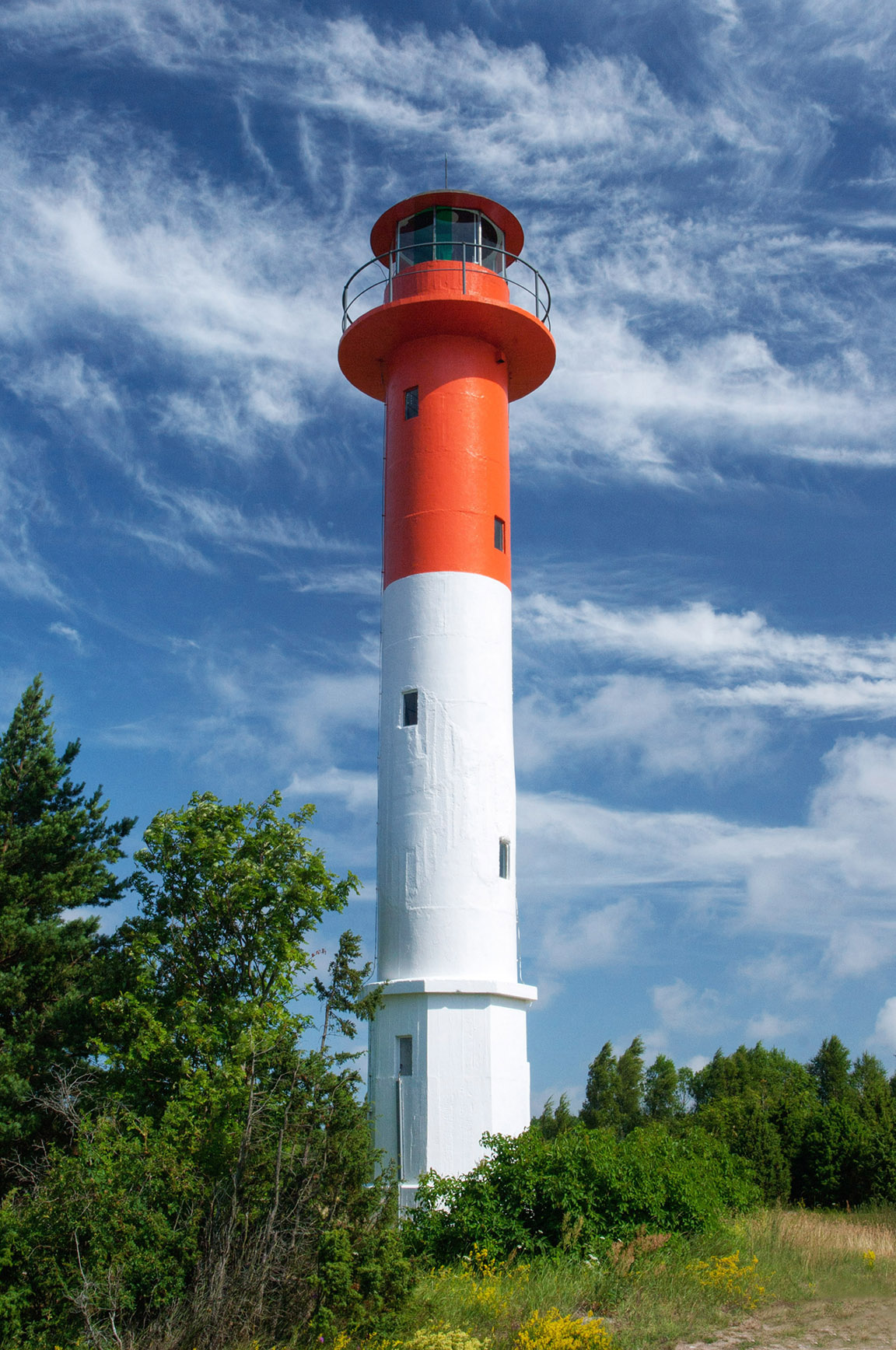
Horní maják Sõru
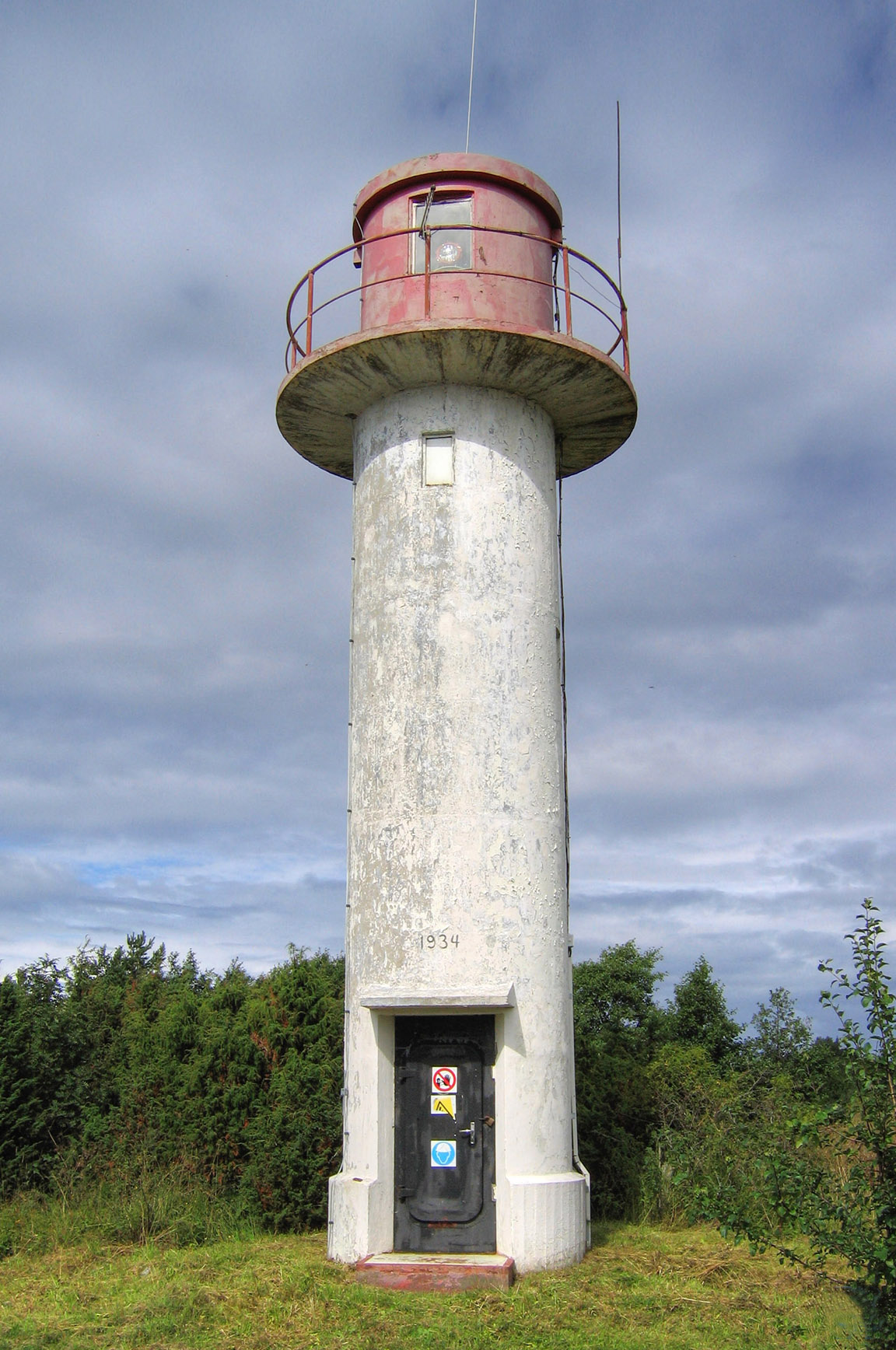
Dolní maják Sõru
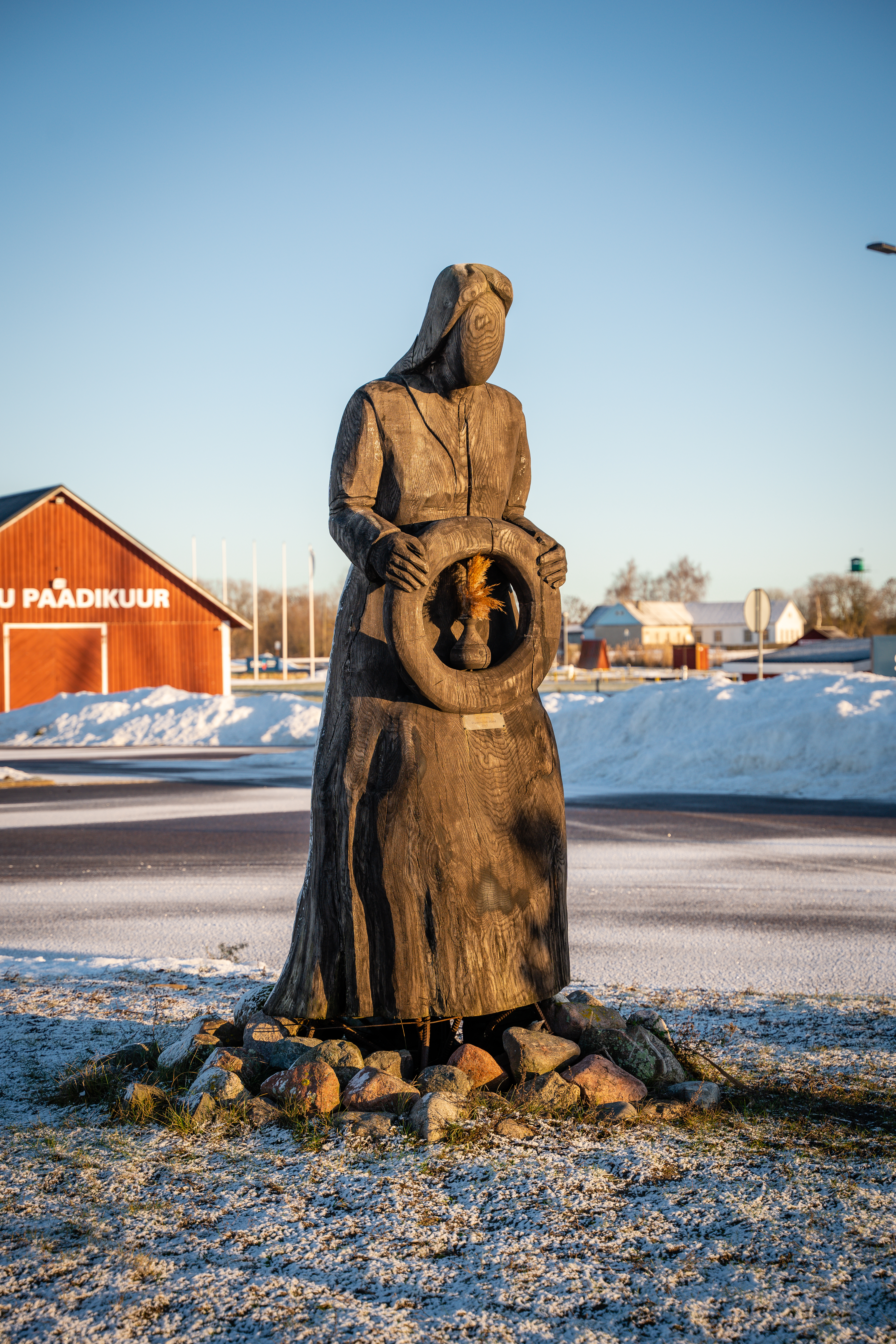
Dřevěná socha, autor Ivo Mänd, přístav Sõru